# دیرک لمان
دیرک لمان (انگلیسی: Dirk Lehmann؛ زادهٔ ۱۶ اوت ۱۹۷۱) بازیکن فوتبال اهل آلمان است.
از باشگاه‌هایی که در آن بازی کرده‌است می‌توان به باشگاه فوتبال فولام، باشگاه فوتبال کلن، باشگاه فوتبال آلمانیا آخن، باشگاه فوتبال یان رگنسبورگ، باشگاه فوتبال مادرول، باشگاه فوتبال انرژی کوتبوس، باشگاه فوتبال برایتون اند هوو آلبیون، باشگاه فوتبال هیبرنین، باشگاه فوتبال یوکوهاما، و باشگاه فوتبال لیرسه اشاره کرد.